# ビゲスト・パート・オブ・ミー
「ビゲスト・パート・オブ・ミー」(Biggest Part of Me) は、アメリカ合衆国のソフトロック・バンド、アンブロージアの楽曲で、アルバム『One Eighty』に収録された。この曲は、1980年にシングルとしてリリースされ、『ビルボード』誌の Billboard Hot 100  と、アダルト・コンテンポラリー・チャート で、いずれも3位まで上昇した。この楽曲を書いたのは、バンドのメンバーであったデヴィッド・パックであった。

## トラック
U.S. 7" シングル
A. "Biggest Part of Me" - 5:26
B. "Livin' On My Own" - 4:41

## チャート
| チャート（1980年）             | 最高位 |
| ------------------------------ | ------ |
| RPM Top Singles                | 18     |
| Billboard Hot 100              | 3      |
| アダルト・コンテンポラリー     | 3      |
| 『キャッシュボックス』 Top 100 | 2      |

| チャート（1980年）     | 順位 |
| ---------------------- | ---- |
| 『ビルボード』         | 27   |
| 『キャッシュボックス』 | 25   |